# Furetank Rederi
Furetank Rederi AB är ett svenskt rederi med säte på Donsö i Göteborgs södra skärgård. I företagets flotta återfinns produkt- och kemikalietankers.

## Fartyg
Furetanks flotta består idag av sex fartyg. Två av dem är, systerfartygen M/T Fure Nord och M/T Fure West är svenskflaggade, medan fyra andra, systerfartygen M/T Fure Sun och M/T Fure Star samt M/T Furevik och Furenäs går under Färöiskt flagg och är registrerade i det Färöiska internationella registret (FAS). M/T Fure Star såldes 2012 till ett rederi på Jamaica.
| \| M/T Furevik[1] \|                                                                |                        |
| Allmänt                                                                             |                        |
| Typklass/Konstruktion                                                               | Kem- produkttanker     |
| Anropssignal                                                                        | LAFG7                  |
| Registreringshamn                                                                   | Oslo, Norge            |
| Historik                                                                            |                        |
| Byggnadsvarv                                                                        | Jinling Shipyard, Kina |
| Öde                                                                                 | I bruk                 |
| Tekniska data                                                                       |                        |
| Längd                                                                               | 185,6 m                |
| Bredd                                                                               | 31 m                   |
| Djupgående                                                                          | 10,6 m                 |
| Bruttodräktighet                                                                    | 26 634 ton registerton |
| Nettodräktighet                                                                     | 10 205 ton†            |
| Dödvikt                                                                             | 37 082 ton             |
| Maskin                                                                              | 8 500 kW               |
| Marschfart                                                                          | 14,5 knop              |
| Bunkerkapacitet                                                                     | 1402m3                 |
| †. Sortlöst jämförelsetal enligt 1969 års internationella skeppsmätningskonvention. |                        |
| M/T Furevik                                                                         |                        |

| M/T Furevik |

| \| M/T Fure West[2] M/T Fure Nord[3] \|                                             |                                        |
| Fure West                                                                           |                                        |
| Allmänt                                                                             |                                        |
| Typklass/Konstruktion                                                               | Kem- produkttanker                     |
| Anropssignal                                                                        | SJLF                                   |
| Registreringshamn                                                                   | Donsö, Sverige                         |
| Historik                                                                            |                                        |
| Byggnadsvarv                                                                        | Shanghai Edwards shipbuilding CO, Kina |
| Öde                                                                                 | I bruk                                 |
| Tekniska data                                                                       |                                        |
| Längd                                                                               | 143,97 / 144,0 m                       |
| Bredd                                                                               | 21,50 m                                |
| Djupgående                                                                          | 9,15 m                                 |
| Bruttodräktighet                                                                    | 11 548 ton registerton                 |
| Nettodräktighet                                                                     | 5 290 ton†                             |
| Dödvikt                                                                             | 15 999 ton                             |
| Maskin                                                                              | Azipod 6 180 kW                        |
| Marschfart                                                                          | 15,4 knop                              |
| Bunkerkapacitet                                                                     | 698m3                                  |
| †. Sortlöst jämförelsetal enligt 1969 års internationella skeppsmätningskonvention. |                                        |
| M/T Fure West M/T Fure Nord                                                         |                                        |

| M/T Fure West M/T Fure Nord |

| \| M/T Fure Sun[4] M/T Fure Star[5] \| |                                |
| Fure Sun i Adriatiska havet            |                                |
| Allmänt                                |                                |
| Typklass/Konstruktion                  | Tankfartyg                     |
| Anropssignal                           | LAFF7 / LAFE7                  |
| Registreringshamn                      | Oslo, Norge                    |
| Historik                               |                                |
| Byggnadsvarv                           | Siong Hyat Shipyard, Singapore |
| Öde                                    | I bruk                         |
| Tekniska data                          |                                |
| Längd                                  | 145,00 m                       |
| Bredd                                  | 22,5 m                         |
| Djupgående                             | 8,30 m                         |
| Dödvikt                                | 15 015 ton                     |
| Maskin                                 | 4860 kW                        |
| Marschfart                             | 14 knop                        |
| Bunkerkapacitet                        | 490m3                          |
|                                        |                                |
| M/T Fure Sun M/T Fure Star             |                                |

| M/T Fure Sun M/T Fure Star |

| \| M/T Furenäs[6] \|  |                           |
|                       |                           |
| Allmänt               |                           |
| Typklass/Konstruktion | Kem- produkttanker        |
| Anropssignal          | SJLX                      |
| Registreringshamn     | Donsö, Sverige            |
| Historik              |                           |
| Byggnadsvarv          | Søviknes Verft A/S, Norge |
| Öde                   | Såld 2016 till Kina       |
| Tekniska data         |                           |
| Längd                 | 136,7 m                   |
| Bredd                 | 21,5 m                    |
| Djupgående            | 8,0 m                     |
| Dödvikt               | 12 924 ton                |
| Maskin                | 5 400 kW                  |
| Marschfart            | 15,5 knop                 |
| Bunkerkapacitet       | 596m3                     |
|                       |                           |
| M/T Furenäs           |                           |

| M/T Furenäs |